# パーライト (岩石)
パーライト（perlite）は、加熱により膨張する性質をもつガラス質火山岩の総称。一般的に真珠岩原石を指す。また、真珠岩や黒曜石（黒曜岩）を粉砕して高温で焼成発泡させたものもいう。
パーライト原石にはガラス質火山岩の真珠岩のほか、黒曜岩、松脂岩なども含まれ、原石の相違により用途が幾分異なる。

## 概要
パーライトにはパーライト原石、パーライト精石、膨張パーライトがある。
パーライト原石
パーライト原石とはガラス質火山岩のことで、真珠岩（Perlite）、黒曜岩（Obsidian）、松脂岩（Pichstone）などの総称をいう。
パーライト精石
パーライト原石を粉砕・分級したものをいう。
膨張パーライト
パーライト精石を焼成したものをいう。焼成により精石の容積は数倍から20倍に膨張する。工業製品についてはパーライト (発泡体)も参照。

## 用途
パーライトの工業用途は多様で建築用材料、加工用材料、保冷用材や断熱用材、土壌改良剤などに用いられる。真珠岩を原料とするものはあらゆる用途に用いられ、特に充填断熱材や土壌改良材に用いられている。黒曜石や松脂岩を原料とする膨張パーライトは強度があり建築材に用いられている。
園芸用培土の原料としては、透水性、保水性、通気性に優れ、培土の軽量化や水分調整のために用いられる。